# A Cry for Help
A Cry for Help é um filme mudo em curta-metragem norte-americano, do gênero dramático, escrito por Edward Acker e dirigido por D. W. Griffith em 1912.

## Elenco
- Lionel Barrymore
- Walter Miller
- Lillian Gish
- Harry Carey
- Kate Bruce
- Christy Cabanne
- John T. Dillon
- Dorothy Gish
- Robert Harron
- Claire McDowell
- Alfred Paget